# Hypanthidioides
Hypanthidioides is een geslacht van vliesvleugelige insecten van de familie Megachilidae.

## Soorten
- H. aliceae (Urban, 2002)
- H. arenaria (Ducke, 1907)
- H. argentina (Urban, 1993)
- H. aureocincta (Cockerell, 1912)
- H. bahiana (Urban, 1995)
- H. bifasciata (Urban, 1993)
- H. bilobata (Urban, 1997)
- H. capixaba (Urban, 1995)
- H. castanea (Urban, 1997)
- H. catarinensis (Urban, 1995)
- H. cavichiolii (Urban, 1993)
- H. clausi (Urban, 2003)
- H. colombiae (Schwarz, 1933)
- H. currani (Schwarz, 1933)
- H. chapadicola (Urban, 1998)
- H. christinae (Urban, 1993)
- H. diversa (Urban, 1997)
- H. emarginata (Urban, 1997)
- H. exilis (Moure, 1947)
- H. fasciata (Urban, 1997)
- H. ferrugineum (Urban, 1994)
- H. flavofasciata (Schrottky, 1902)
- H. flavopicta (Smith, 1854)
- H. furcata (Ducke, 1908)
- H. gracilis (Urban, 1993)
- H. gregaria (Schrottky, 1905)
- H. insularis (Urban, 1993)
- H. lamasi (Urban, 2003)
- H. limbata (Fabricius, 1804)
- H. luciae (Urban, 1993)
- H. maculosa (Urban, 1997)

- H. marginata (Moure & Urban, 1993)
- H. mourei (Urban, 1993)
- H. musciformis (Schrottky, 1902)
- H. nigripes (Urban, 1993)
- H. nigritula (Urban, 1997)
- H. ornata (Urban, 1997)
- H. panamensis (Cockerell, 1913)
- H. paranaensis (Urban, 1995)
- H. polita (Urban, 1997)
- H. pontagrossensis (Urban, 2003)
- H. rubripes (Urban, 1996)
- H. sakagamii (Urban, 1994)
- H. seabrai (Urban, 2002)
- H. soniae (Urban, 1992)
- H. spinosa (Urban, 1997)
- H. subarenaria (Schwarz, 1933)
- H. zanolae (Urban, 1993)